# Mastigoteuthis magna
Mastigoteuthis magna – gatunek kałamarnicy z rodziny Mastigoteuthidae. Charakteryzuje się brakiem fotoforów. W skórze znajdują się liczne chromatofory, zawierające czerwony barwnik. Należy do najczęściej spotykanych gatunków rodzaju Mastigoteuthis.
Lokalizacja typowa to Morze Sargassowe, 31°45'N, 42°39'W. M. magna spotykana jest w Oceanie Atlantyckim, w strefie tropikalnej i subtropikalnej.
Gatunek opisany przez Joubina w 1913 roku jako Idioteuthis magna. W środowisku naturalnym kałamarnice M. magna przyjmują pozycję wertykalną, z ramionami skierowanymi w kierunku dna.